# Гернзијска фунта
Гернзијска фунта (енгл. Guernsey pound) је валута која се користи на Гернзију. Ова валута није независна већ је, слично шкотској фунти, само локални облик британске фунте. Паритет са британском фунтом је 1:1. С обзиром на то да није независна валута, нема ни међународни код али се може користити GGP.
Гернзијску фунту издаје државна благајна (Treasury and Resources Department). Годишња инфлација је износила 4,9% у 2005.
Папирне новчанице се издају у апоенима од 1, 5, 10, 20 и 50 фунти а ковани новац у апоенима од 1, 2, 5, 10, 20 и 50 пенија као и 1 и 2   фунте.
Званично је средство плаћања искључиво на Гернзију али се може користити и на Џерзију.